# Woodstock (Illinois)
Woodstock es una ciudad ubicada en el condado de McHenry en el estado estadounidense de Illinois. En el Censo de 2010 tenía una población de 24770 habitantes y una densidad poblacional de 705,76 personas por km².

## Groundhog Day, 1993
Woodstock es famoso por ser la localidad usada para filmar la película de 1993 Groundhog Day, protagonizada por Bill Murray. Aunque la historia está ambientada en Punxsutawney, Pennsylvania, los productores de la película prefirieron el escenario típicamente americano de la Plaza de Woodstock Square y sus alrededores. Las escenas de exterior se rodaron en el centro y se pueden observar carteles de negocios y tiendas durante toda la película. Muchas escenas notables se recuerdan con placas conmemorativas que forman parte de una visita guiada para turistas y entusiastas de la película.

## Geografía
Woodstock se encuentra ubicada en las coordenadas 42°18′37″N 88°26′8″O / 42.31028, -88.43556. Según la Oficina del Censo de los Estados Unidos, Woodstock tiene una superficie total de 35.1 km², de la cual 35.1 km² corresponden a tierra firme y (0%) 0 km² es agua.

## Demografía
Según el censo de 2010, había 24770 personas residiendo en Woodstock. La densidad de población era de 705,76 hab./km². De los 24770 habitantes, Woodstock estaba compuesto por el 83,47% blancos, el 2,27% eran afroamericanos, el 0,39% eran amerindios, el 2,33% eran asiáticos, el 0,07% eran isleños del Pacífico, el 9,34% eran de otras razas y el 2,13% pertenecían a dos o más razas. Del total de la población el 23,63% eran hispanos o latinos de cualquier raza.